# Дистанция пути
Диста́нция пути — структурное подразделение Российских железных дорог, основной задачей которого является содержание объектов путевого хозяйства в надлежащем состоянии.

## Структура и подчинение
В системе Российских железных дорог дистанции пути или путевые части (ПЧ) входят в региональные подразделения (регионы) территориальных филиалов (железных дорог).
Начальник дистанции пути является главным должностным лицом, ответственным за организацию работ по содержанию пути в рабочем состоянии.
Как правило, в состав дистанции пути входит несколько эксплуатационных участков под руководством начальника эксплуатационного участка (ПЧУ, ранее - старшего дорожного мастера, ПДС). В состав эксплуатационного участка входят несколько линейных участков, за бесперебойную работу которых и состояние отвечают дорожные мастера (ПД). В подчинении дорожного мастера несколько бригад во главе с дорожным бригадиром (ПДБ). В состав бригад входят несколько монтеров пути различного квалификационного разряда (от 2 до 6), а также сигналисты. От среднего разряда монтеров пути зависит средний разряд выполняемых работ. При наличии на участках железнодорожных переездов в подчинении дорожного мастера находятся также дежурные по переезду. Расчет численности работников участка выполняется исходя из протяженности приведенной длины пути и других условий. Также в подчинении начальника эксплуатационного участка находятся техники, выполняющие ведение первичной документации на линейных участках и работу в автоматизированных системах.
У начальников дистанции пути имеется несколько заместителей:
- заместитель начальника дистанции пути по текущему содержанию пути (ПЧЗ) - отвечает за текущее содержание пути, планирует работу на период и выполняет ряд оперативных работ, занимается распределением материалов, в ряде дистанций пути может быть не один заместитель по текущему содержанию; 
- заместитель начальника дистанции пути по капитальным работам (ПЧЗкап) - отвечает за капитальный ремонт, модернизацию и реконструкцию пути, а также за финансовую составляющую при текущем содержании, организует работу путевых машин и комплексов во время капитального ремонта;
- заместитель начальника дистанции пути по кадрам и социальным вопросам (ПЧЗК) - занимается организацией и управлением человеческими ресурсами;
- заместитель начальника дистанции пути по искусственным сооружениям (ПЧЗИССО) - отвечает за эксплуатацию, текущее содержание и ремонт искусственных сооружений (мостов, тоннелей, труб, ограждений, земляного полотна), организует взаимодействие дистанции пути с прочими организациями, в ведении которых находятся искусственные сооружения (на некоторых дорогах ПЧЗИССО выведены из состава ПЧ в укрупненных дистанции искусственных сооружений, ПЧИССО);
- заместитель начальника дистанции пути по экономике и финансам (ПЧЗЭФ) - отвечает за финансовую составляющую работы дистанции пути, учет и списание материальных ценностей, заключение договоров, в ряде случаев его обязанности может выполнять ведущий экономист; 
- начальник технического отдела дистанции пути - организует работу технического отдела, аккумулирует и представляет отчетность по всем основным направлениям деятельности предприятия, формирует потребность и графики по ремонтам и текущему содержанию, ежегодно составляет и защищает Паспорт дистанции пути; 
- главный инженер дистанции пути - занимается потребностями в некоторых видах материальных ресурсов, организует работу отдела охраны труда, дистанционных мастерских (ПЧмех), участка диагностики (ПЧД), проведение технических занятий с работниками ПЧ, взаимодействие с другими организациями, в числе прочего отвечает за пожарную и электробезопасность.
ПЧЗИССО руководит мостовым(и) мастером(ами) (ПЧМ), тоннельным мастером и мастером по земляному полотну (при наличии). На некоторых дистанциях его обязанности выполняет главный инженер.
Дистанционными мастерскими руководит начальник мастерских, в задачи этого цеха входит обеспечение путевых бригад инструментов, ремонт механизированного инструмента, планирование техники, в том числе автомобильного транспорта, находящегося на балансе ПЧ.
Участок (цех) диагностики во главе с начальником участка диагностики выполняет контроль технического состояния пути путеизмерительными и дефектоскопными средствами. В составе участка обычно имеются бригадир, операторы дефектоскопных и путеизмерительных тележек, наладчики средств дефектоскопии,в также контролеры пути (ПК), выполняющие ежедневный визуальный и инструментальный контроль за состоянием пути.
В подчинении начальника технического отдела имеется несколько инженеров и технологов, разделенных по категориям и занимающихся определённым направлением работы.
Кроме вышеперечисленного в дистанциях пути имеются склад, где производится приемка,  учет, хранение и выдача ряда материальных ценностей (спецодежда, средства индивидуальной защиты, мебель, расходные материалы, сигнальные принадлежности, топливо и т.д.), и производственная база, где производится приемка, учет, хранение и выдача материалов верхнего строения пути и других материалов.
Также в ПЧ работают:
- специалисты по управлению кадрами (в подчинении ПЧЗК);
- инженер по подготовке кадров, занимающийся проведением технических занятий с работниками, выдачей удостоверений, направлением работников на курсы повышения квалификации или подготовки по новой профессии (в подчинении ПЧЗК или ПЧГ);
- инженеры по охране труда (ПЧОТ);
- инженеры по нормированию труда и заработной плате, занимающиеся управлением трудовыми ресурсами, графиками работы, расчетом заработной платы и вопросами премирования;
- секретарь начальника дистанции пути, занимающийся делопроизводством по всему подразделению;
- диспетчер дистанции пути, выполняющий оперативную работу по контролю за производством работ, выдаче предупреждений поездным бригадам, обеспечению взаимодействия работников при производстве работ на пути.
В некоторых дистанциях имеется штатный представитель первичной профсоюзной организации. Ранее в дистанциях пути также были штатные бухгалтеры, но по состоянию на 2018 год вся бухгалтерия передана в ОЦОР..
На железных дорогах Украины в состав аппарата управления входит также представитель профсоюзной организации.